# La Nou de Gaià
La Nou de Gaià è un comune spagnolo di 406 abitanti situato nella comunità autonoma della Catalogna.